# Jupiter-Soleil
 (mars 2011).

Jupiter-Soleil est un buste sur piédouche en marbre, plâtre et bronze du sculpteur français Bernard Lange. L'œuvre, réalisée en 1805, est exposée au Musée des Augustins de Toulouse (réf. Ra 897). La technique d'exécution mélange taille avec mise au point pour le marbre et fonte pour le bronze. Les dimensions sont de H : 0,55m ; L : 0,30m ; PR : 0,30m.
C'est un buste à l’antique d’une figure mythologique représentant le dieu Jupiter, père et maître de tous les dieux. Il est assimilé au Zeus grec. Il s’agit d’un buste à mi-corps, sans bras sur piédouche, le visage est incliné vers l’avant, la barbe et les cheveux sont abondants et bouclés. La tête est entourée de sept pointes en bronze autrefois doré. Le canon de proportions est élancé (huit têtes). Ce buste représente le caractère bon, impassible, calme et parfait de la divinité, qui ne participe à aucune passion humaine.
La sculpture est en bon état de conservation, avec quelques altérations bénignes alliées à des accidents : une flèche est décollée (partie droite sur le côté), une autre est cassée, le nez est mutilé.

## Provenance
Le buste provient de la collection privée de Lange qui donne l’œuvre en 1805 à l’École des Arts de Toulouse. Cet acte est relaté dans une lettre de Lange envoyée de Paris datant du 17 floréal an XIII.

## Historique
La fonction de cette sculpture était de faire partie de la Galerie des Antiques. Il s’agit d’une étude pour un groupe de trois figures que Lange avait composé et projetait de réaliser. La tête était déjà exécutée en 1799 puisqu’il exposa un moulage au Salon dans le but, sans doute, de susciter une commande. Il est probable que Lange ne put mettre son projet à exécution car en 1805, ou peu avant, il en fit don à l’École des Arts et l’expédia à François Jacquemin, professeur de dessin. Une lettre de François Lucas à Bernard Lange a été conservée et inventoriée au Musée des Augustins de Toulouse sous le numéro 48-19-6, dans laquelle Lucas complimente son « élève qui vaut mieux que son maître » et le remercie de son envoi, il écrit même vouloir faire graver sur l’œuvre le nom de son auteur, ce qui n’a jamais été fait.

## Œuvres en rapport
Un moulage en plâtre fut exposé au Salon de Paris en 1799, n°427. L’œuvre de Lange s’inspire du Zeus du Musée du Vatican.

## Catalogues d'expositions
- Bi-centenaire, Toulouse, no 46, 1950.
- Patrimoine public, Toulouse, 1989.
- Toulouse et le néo-classicisme, les artistes toulousains de 1775 à 1830, Toulouse, Musée des Augustins, 11 octobre 1989-7 janvier 1990, cat. Jean Penent.
- Catalogue critique et histoire des tableaux et autres monuments des arts du Musée de Toulouse,  LUCAS Jean-pierre, Toulouse, imprimerie Caunes, 1806, no 47
- Collection des livres des anciennes expositions depuis 1673 jusqu’en 1800, 8 volumes, t. 8, no 427.